# Help me!!
《Help me!!》是日本女子偶像組合早安少女組。的第52張單曲。2013年1月23日由zetima发售。

## 概要
- 《Help me!!》是早安少女組。十一期成員小田櫻加入後第一張單曲。
- 此單曲有8個版本，分別有「初回生產限定盤A - F」和「通常盤A - B」。「初回生產限定盤A 、 B 和 C」收錄了《Help me!!》的音樂影片（PV）和製作花絮（Making）。
- 「初回生產限定盤A 、 B 和 C」和「通常盤B」收錄了B面曲《Happy大作戰》；「初回生產限定盤D」收錄了B面曲《悲哀的浪漫》，由六期成員道重沙由美和九期成員譜久村聖主唱；「初回生產限定盤E」收錄了B面曲《我的大花朵》，由六期成員田中麗奈和十期成員飯窪春菜、石田亞佑美主唱；「初回生產限定盤F」收錄了B面曲《無論如何!》，由九期成員生田衣梨奈、鈴木香音和十期成員佐藤優樹、工藤遙主唱；「通常盤A」收錄了B面曲《因為我愛你 我絕對不會原諒你》由九期成員鞘師里保和十一期成員小田櫻主唱。
- 在2月4日於Oricon公信榜单曲週榜取得第1名，亦成為早安少女組。出道以來第12張公信榜每周銷量排名第一的單曲。此外，此單曲也讓早安少女組達成在三個年代（1990年代、2000年代、2010年代）都獲得單曲週榜冠軍的紀錄，也是首個女子團體締造此紀錄[1]。
- 單曲於1月23日、26日、27日、28日於公信榜單曲日榜取得第1名。由於舞步精萬彩變化複雜，再加上歌曲明快動感十足，不少人認為是早安近幾年來最好的作品。
- 《Help me!!》是繼「無可奈何 追夢人」3年零8個月後再次於公信榜單曲週排行榜取得第1位，亦是九期成員譜久村聖、生田衣梨奈、鞘師里保、鈴木香音、十期成員飯窪春菜、石田亞佑美、佐藤優樹、工藤遙和十一期成員小田櫻加入後首張銷量排名第一的單曲，也是繼2001年的單曲「Mr. Moonlight ～愛的Big Band～」相隔約11年又5個月後再次新成員（小田櫻）首次參與的單曲作品即獲得冠軍，使得歷代的34位全部成員都擁有Oricon公信榜單曲週榜冠軍的經驗[1]。
- 《Help me!!》是繼「One·Two·Three/The 摩天樓 Show」後第23張銷量10萬以上的單曲（103,936張）。

## 收錄内容

### CD

#### 初回生產限定盤A - C、通常盤B
1. Help me!!
（作詞、作曲：淳君  編曲：大久保薫 ）
2. Happy大作戰（Happy大作戦）
（作詞・作曲：淳君　編曲：大久保薫）
3. Help me!! (Instrumental)

#### 初回生產限定盤D
1. Help me!!
2. 悲哀的浪漫（哀愁ロマンティック）
（作詞、作曲：淳君　編曲：大久保薫）
道重沙由美、譜久村聖主唱
3. Help me!! (Instrumental)

#### 初回生產限定盤E
1. Help me!!
2. 我的大花朵（私のでっかい花）
（作詞、作曲：淳君　編曲：AKIRA）
田中麗奈、飯窪春菜、石田亞佑美主唱
3. Help me!! (Instrumental)

#### 初回生產限定盤F
1. Help me!!
2. 無論如何!（なには友あれ!）
（作詞、作曲：淳君　編曲：平田祥一郎）
生田衣梨奈、鈴木香音、佐藤優樹、工藤遙主唱
3. Help me!! (Instrumental)

#### 通常盤A
1. Help me!!
2. 因為我愛你 我絕對不會原諒你（大好きだから絶対に許さない）
（作詞、作曲：淳君　編曲：大久保薫）
鞘師里保、小田櫻主唱
3. Help me!! (Instrumental)

### DVD

#### 初回生產限定盤A
1. Help Me!!（MV）
2. Help Me!!（Dance Shot Ver.）

#### 初回生產限定盤B
1. Help Me!!（MV）
2. Help Me!!（Close-up Ver.）

#### 初回生產限定盤C
1. Help Me!!（MV）
2. 非常興奮 Take a chance（小田櫻 Ver.）
3. Help Me!!（Making）